# Calciumadipat
Calciumadipat ist eine chemische Verbindung aus der Gruppe der Carbonsäurensalze und das Calciumsalz der Adipinsäure.

## Herstellung
Calciumadipat kann durch Fällung einer heißen Calciumchloridlösung mit Natriumadipat hergestellt werden.
{\displaystyle \mathrm {(CH_{2})_{4}(COO^{-})_{2}(Na^{+})_{2}+CaCl_{2}\ \longrightarrow \ 2\ NaCl+(CH_{2})_{4}(COO)_{2}Ca\downarrow } }
Auch die Neutralisation einer Calciumhydroxidlösung mit Adipinsäure liefert Calciumadipat.
{\displaystyle \mathrm {(CH_{2})_{4}(COOH)_{2}+Ca(OH)_{2}\ \longrightarrow \ (CH_{2})_{4}(COO)_{2}Ca+2\ H_{2}O} }

## Eigenschaften
Calciumadipat kristallisiert als Monohydrat im triklinen Kristallsystem in der Raumgruppe P1 (Raumgruppen-Nr. 1) mit den Gitterparametern a = 589,9 pm, b = 679,8 pm, c = 1082,1 pm, α = 78,999°, β = 81,831° und γ = 82,971°. In der Elementarzelle befinden sich zwei Formeleinheiten.
Es ist in kaltem Wasser deutlich besser löslich als in heißem – bei 12 °C lösen sich 40,2 g in 1 Liter Wasser, bei 100 °C nur 12,0 g. Das Monohydrat gibt ab 103 °C Kristallwasser ab und ab 371 °C zersetzt sich das Anhydrat unter Bildung von Calciumoxalat.
Die Pyrolyse von Calciumadipat bei 350 °C liefert Cyclopentanon und Calciumcarbonat.
Die Freie Standardbildungsenthalpie von Calciumadipat beträgt ΔfG0 = -1214,405 kJ/mol.

## Verwendung
Calciumadipat wurde als Zusatzstoff in Zigaretten vorgeschlagen, um die geschmacksbedingt zugesetzte Mentholmenge zu verringern. Ebenso wurde es als Zusatzstoff in Zahnpasten vorgeschlagen.